# Маркт Индерсдорф
Маркт Индерсдорф (њем. Markt Indersdorf) град је у њемачкој савезној држави Баварска. Једно је од 17 општинских средишта округа Дахау. Према процјени из 2010. у граду је живјело 9.322 становника. Посједује регионалну шифру (AGS) 9174131.

## Географски и демографски подаци
Маркт Индерсдорф се налази у савезној држави Баварска у округу Дахау. Град се налази на надморској висини од 471 метра. Површина општине износи 68,4 km². У самом граду је, према процјени из 2010. године, живјело 9.322 становника. Просјечна густина становништва износи 136 становника/km².